# Escames
Escames és un municipi francès, situat al departament de l'Oise i a la regió dels Alts de França. L'any 2007 tenia 205 habitants.

## Demografia

### Població
El 2007 la població de fet d'Escames era de 205 persones. Hi havia 81 famílies de les quals 20 eren unipersonals (8 homes vivint sols i 12 dones vivint soles), 32 parelles sense fills, 21 parelles amb fills i 8 famílies monoparentals amb fills.
La població ha evolucionat segons el següent gràfic:
Habitants censats

### Habitatges
El 2007 hi havia 109 habitatges, 87 eren l'habitatge principal de la família, 15 eren segones residències i 6 estaven desocupats. Tots els 109 habitatges eren cases. Dels 87 habitatges principals, 71 estaven ocupats pels seus propietaris i 16 estaven llogats i ocupats pels llogaters; 4 tenien dues cambres, 16 en tenien tres, 21 en tenien quatre i 46 en tenien cinc o més. 81 habitatges disposaven pel capbaix d'una plaça de pàrquing. A 43 habitatges hi havia un automòbil i a 40 n'hi havia dos o més.

### Piràmide de població
La piràmide de població per edats i sexe el 2009 era:
| Homes | Edats   | Dones |
| ----- | ------- | ----- |
| 0     | 95 o +  | 0     |
| 0     | 90 a 94 | 0     |
| 0     | 85 a 89 | 0     |
| 0     | 80 a 84 | 0     |
| 8     | 75 a 79 | 0     |
| 8     | 70 a 74 | 8     |
| 0     | 65 a 69 | 8     |
| 4     | 60 a 64 | 0     |
| 16    | 55 a 59 | 4     |
| 12    | 50 a 54 | 12    |
| 8     | 45 a 49 | 8     |
| 8     | 40 a 44 | 12    |
| 8     | 35 a 39 | 0     |
| 4     | 30 a 34 | 12    |
| 8     | 25 a 29 | 8     |
| 8     | 20 a 24 | 4     |
| 8     | 15 a 19 | 12    |
| 0     | 10 a 14 | 4     |
| 4     | 5 a 9   | 4     |
| 4     | 0 a 4   | 16    |

## Economia
El 2007 la població en edat de treballar era de 124 persones, 94 eren actives i 30 eren inactives. De les 94 persones actives 91 estaven ocupades (49 homes i 42 dones) i 3 estaven aturades (1 home i 2 dones). De les 30 persones inactives 9 estaven jubilades, 9 estaven estudiant i 12 estaven classificades com a «altres inactius».

### Ingressos
El 2009 a Escames hi havia 87 unitats fiscals que integraven 205 persones, la mediana anual d'ingressos fiscals per persona era de 20.016 €.

### Activitats econòmiques
L'únic establiment que hi havia el 2007 era d'una empresa de fabricació de material elèctric.
L'any 2000 a Escames hi havia 18 explotacions agrícoles que ocupaven un total de 744 hectàrees.

## Poblacions més properes
El següent diagrama mostra les poblacions més properes.